# Kabinett Balladur
Das Kabinett Balladur unter Leitung von Premierminister Édouard Balladur wurde am 29. März 1993 von Präsident François Mitterrand ernannt. Die Regierung war bis zum 18. Mai 1995 im Amt.

## Kabinett
Dem Kabinett gehörten folgende Minister an:
| Amt                                                      | Name                 | Beginn der Amtszeit | Ende der Amtszeit |
| -------------------------------------------------------- | -------------------- | ------------------- | ----------------- |
| Premierminister                                          | Édouard Balladur     | 29. März 1993       | 18. Mai 1995      |
| Außenminister                                            | Alain Juppé          | 29. März 1993       | 18. Mai 1995      |
| Verteidigungsminister                                    | François Léotard     | 29. März 1993       | 18. Mai 1995      |
| Innenminister                                            | Charles Pasqua       | 29. März 1993       | 18. Mai 1995      |
| Wirtschaftsminister                                      | Edmond Alphandéry    | 29. März 1993       | 18. Mai 1995      |
| Budgetminister                                           | Nicolas Sarkozy      | 29. März 1993       | 18. Mai 1995      |
| Industrieminister                                        | Gérard Longuet       | 29. März 1993       | 17. Oktober 1994  |
| Minister für Arbeit, Beschäftigung und Berufsausbildung  | Michel Giraud        | 29. März 1993       | 18. Mai 1995      |
| Justizminister                                           | Pierre Méhaignerie   | 29. März 1993       | 18. Mai 1995      |
| Minister für nationale Bildung                           | François Bayrou      | 29. März 1993       | 18. Mai 1995      |
| Minister für Veteranen und Kriegsopfer                   | Philippe Mestre      | 29. März 1993       | 18. Mai 1995      |
| Minister für Kultur und Frankophonie                     | Jacques Toubon       | 29. März 1993       | 18. Mai 1995      |
| Minister für Landwirtschaft und Fischerei                | Jean Puech           | 29. März 1993       | 18. Mai 1995      |
| Ministerin für Jugend und Sport                          | Michèle Alliot-Marie | 29. März 1993       | 18. Mai 1995      |
| Minister für Überseedépartements und Überseeterritorien  | Dominique Perben     | 29. März 1993       | 18. Mai 1995      |
| Minister für Ausrüstung                                  | Bernard Bosson       | 29. März 1993       | 18. Mai 1995      |
| Verkehrsminister                                         | Bernard Bosson       | 29. März 1993       | 18. Mai 1995      |
| Minister für Beziehungen zum Parlament                   | Louis Mermaz         | 29. März 1993       | 18. Mai 1995      |
| Gesundheitsministerin                                    | Simone Veil          | 29. März 1993       | 18. Mai 1995      |
| Minister für Kooperationen                               | Michel Roussin       | 29. März 1993       | 12. November 1994 |
| Wohnungsbauminister                                      | Hervé de Charette    | 29. März 1993       | 18. Mai 1995      |
| Tourismusminister                                        | Bernard Bosson       | 29. März 1993       | 18. Mai 1995      |
| Kommunikationsminister                                   | Alain Carignon       | 29. März 1993       | 19. Juli 1994     |
| Minister für Post und Telekommunikation                  | Gérard Longuet       | 29. März 1993       | 14. Oktober 1994  |
| Minister für den öffentlichen Dienst                     | André Rossinot       | 29. März 1993       | 18. Mai 1995      |
| Ministerin für Städte                                    | Simone Veil          | 29. März 1993       | 18. Mai 1995      |
| Minister für Regionalplanung                             | Charles Pasqua       | 29. März 1993       | 18. Mai 1995      |
| Minister für Unternehmen und wirtschaftliche Entwicklung | Alain Madelin        | 29. März 1993       | 18. Mai 1995      |
| Außenhandelsminister                                     | Gérard Longuet       | 29. März 1993       | 14. Oktober 1994  |
| Minister für Hochschulbildung und Forschung              | François Fillon      | 29. März 1993       | 18. Mai 1995      |
| Minister für soziale Angelegenheiten                     | Simone Veil          | 29. März 1993       | 18. Mai 1995      |

## Kabinettsumbildungen
- Am 17. Oktober 1994 wurde José Rossi Nachfolger von Gérad Longuet als Industrieminister, Minister für Post und Telekommunikation sowie Außenhandelsminister und behielt diese Funktionen bis zum 18. Mai 1995.
- Am 12. November 1994 wurde Bernard Debré Nachfolger von Michel Roussin als Minister für Kooperationen und bekleidete dieses Ministeramt bis zum 18. Mai 1995.